# Kuroshitsuji
Kuroshitsuji (jap. 黒執事 Kuroshitsuji; w Polsce wydane z podtytułem Mroczny kamerdyner) – shōnen-manga, znana również pod tytułem Black Butler, której autorką jest Yana Toboso. Kolejne rozdziały pojawiają się od 16 września 2006 roku w czasopiśmie Gekkan GFantasy.
Na podstawie tej mangi w 2008 roku wydano 24-odcinkowe anime pod tym samym tytułem, w reżyserii Shinohary Toshiyi. W 2010 roku wydano także drugą serię serialu. Z serialem związanych jest także 7 odcinków specjalnych. Trzeci sezon anime pojawił się w 2014r, pod tytułem Book of Circus. W tym samym roku wydano OVA Book of Murder, a trzy lata później- w 2017, pojawił się film animowany Book of the Atlantic. W roku 2024 wyemitowano czwarty sezon anime zatytułowany Public School Arc, a rok później miejsce miała premiera piątego sezonu o tytule Emerald Witch Arc.
W Polsce manga ta jest wydawana przez wydawnictwo Waneko od 2011 roku.

## Fabuła
W wiktoriańskim Londynie w 1888 roku w swej posiadłości mieszka Ciel Phantomhive, właściciel popularnej firmy zabawkarskiej i cukierniczej. Jest cynicznym i niezwykle dojrzałym jak na swój wiek 13-latkiem. Po stracie rodziców z rąk nieznanych sprawców zawiera pakt, na mocy którego jego dusza zostaje sprzedana w zamian za służbę demona, który pomoże mu zrealizować swój cel, którym to jest znalezienie tych, którzy zniszczyli rodzinę Phantomhive. Ciel nadaje demonowi imię Sebastian Michaelis i od tej pory ten nieustannie mu towarzyszy. Ciel dziedziczy także tytuł „psa królowej”, który jest przez królową Anglii zobowiązany do rozwiązywania spraw kryminalnych wagi państwowej.

## Bohaterowie
Ciel Phantomhive (jap. シエル・ファントムハイヴ Shieru Fantomuhaivu)
Seiyū: Maaya Sakamoto 
Dwunastoletni hrabia angielski. W wieku dziesięciu lat zawarł faustowski pakt z demonem po tym, jak jego rodzice zginęli w pożarze. Chcąc zemścić się na zabójcach swojej rodziny zgadza się na zawarcie kontraktu, na mocy którego ma oddać demonowi swoją duszę w zamian za pomoc i ochronę. Pracuje w służbie u królowej Wiktorii, przez co nazywany jest „psem królowej” lub też „kundlem królowej”, a jego głównym zadaniem jest rozwiązywanie zagadek rytualnych morderstw oraz wszelkich nadnaturalnych lub też niewyjaśnionych spraw, z którymi Scotland Yard nie może sobie poradzić. Ciel jest bardzo poważnym i zamkniętym w sobie chłopcem. Od kiedy stracił rodzinę, nie uśmiecha się, jest bardzo inteligentny i cyniczny jak na swój wiek. Z początku jest bardzo pogardliwie nastawiony do wszystkich i nawet samego Sebastiana traktuje jakby za wszelką cenę chciał, by wykonywał jego rozkazy, choć lokaj-demon jest zawsze u jego boku.
Sebastian Michaelis (jap. セバスチャン・ミカエリス Sebasuchan Mikaerisu)
Seiyū: Daisuke Ono 
Często mówi o sobie „Watashi wa aku made, shitsuji desu kara” co znaczy „Jestem tylko piekielnie dobrym lokajem” (w polskiej wersji mangi zdanie to przetłumaczono jako "demon ze mnie, nie kamerdyner"). Jest to jednocześnie gra słów, gdyż kiedy „ma” z drugiego słowa połączy się z pierwszym otrzymujemy „Watashi wa akuma de shitsuji desu”, co oznacza „Jestem demonem i lokajem”. Służy Cielowi Phantomhive'owi w zamian za duszę chłopca. Wysoki, przystojny mężczyzna, zawsze doskonale ubrany w szykowną czerń i o nienagannych manierach, posiada wiele przydatnych umiejętności, zarówno w prowadzeniu posiadłości jak i w rozwiązywaniu zagadek kryminalnych. Jest dla Ciela: ochroniarzem, kucharzem, lokajem, nauczycielem. Sebastian większość rozkazów przyjmuje słowami „Tak, mój Panie” ("Yes, My Lord"). Jego imię prawdopodobnie zaczerpnięte jest od Sebastiana Michaelisa – francuskiego przeora zakonu Dominikanów, który wprowadził klasyfikację demonów.
Madame Red (jap. マダム・レッド Madamu Reddo)
Seiyū: Romi Paku 
Ciotka Ciela Phantomhive'a, siostra jego matki. Była zakochana w Vincencie Phantomhive, ojcu Ciela. Jest wdową po nieżyjącym Baronie Barnettcie. Jej prawdziwe imię i nazwisko to Angelina Durless. Rudowłosa arystokratka zawsze ubrana na czerwono. Bardzo kocha swojego siostrzeńca. Jest panią Grell. Z zawodu jest lekarzem, prowadzi własną klinikę w Londynie. Okazuje się być Kubą Rozpruwaczem, mordującym kobiety i wycinającym im narządy. Nienawidziła koloru rudego (swoich włosów) do czasu, aż nie pochwalił ich ojciec Ciela. Wtedy pokochała ten kolor. Jej marzenia psuje ślub ukochanego z własną siostrą. W rozpaczy poślubia pierwszego lepszego mężczyznę, który ginie podczas wypadku powozu wraz z ich nienarodzonym dzieckiem. Kobieta traci wtedy macicę, co skazuje ją na brak potomstwa. Dlatego nienawidzi zabijanych kobiet, które usunęły swoje ciąże. W ostatniej walce chce zabić Ciela, lecz waha się. Ten zabrania zabijać ją Sebastianowi, ale chwilę pojednania psuje Grell, który zabija swoją panią, właśnie z powodu jej niepewności. Zostaje przez to ukarany przez swojego przełożonego i odebrana zostaje mu niesankcjonowana piła mechaniczna (dostaje za karę 2 pary nożyczek dla dzieci). Podczas pogrzebu Ciel okrywa jej ciało czerwoną suknią, co budzi zgorszenie ludzi.
Grell Sutcliff (jap. グレル・サトクリフ Gureru Satokurifu)
Seiyū: Jun Fukuyama 
Majordomus Madame Red (do chwili jej śmierci), a także jedna z bogów śmierci – Shinigami (Żniwiarz) – która podobnie jak Madame Red uwielbia kolor czerwony. Jako Shinigami posługuje się niesankcjonowaną piłą mechaniczną, która jest przerobioną kosą. Nosi przy sobie księgę, w której posiada informacje o wszystkich ludziach, którzy mają umrzeć w najbliższym czasie. Pała miłością do Sebastiana, wcześniej uczuciem obdarzyła Madame Red, jednak nie była to miłość kochanków. Kochała jedynie kolor czerwony, w który Madame się ubierała. Wydaje się także zainteresowana Plutem i Williamem. W oficjalnym databooku była potwierdzona jako MTF transseksualistka.
Elizabeth Midford (jap. エリザベス・ミッドフォード Erizabesu Middofoodo)
Seiyū: Yukari Tamura 
Zwana Lizzy, młoda arystokratka, narzeczona i jednocześnie kuzynka i towarzyszka zabaw lat dziecięcych Ciela. Uwielbia wszystko co jest słodkie, urocze, w jasnych, pastelowych barwach. Kocha Ciela i bardzo pragnie jego szczęścia. Zrobiłaby wiele, by zobaczyć jego uśmiech. Jej matką jest żyjąca jeszcze Frances Midford, która pojawia się w mandze, Book of the Atlantic oraz czwartym sezonie anime. Jej służącą jest Paula, która pójdzie wszędzie za swoją panienką i zawsze stara się ją rozweselić. Podczas rejsu (Book of the Atlantic) okazała się niesamowicie utalentowaną szermierką, która ukrywała ten fakt przed Cielem z obawy przed jego reakcją.
Bard (jap. バルドロイ Barudoroi)
Seiyū: Hiroki Touchi 
Niezbyt utalentowany kucharz w domu Phantomhive, chodzący wiecznie z papierosem w ustach. Niezmierną przyjemność można sprawia mu nazywanie go po prostu „kucharzem”. Do gotowania obiadów często używa dynamitów, czy innych materiałów wybuchowych. W przeszłości służył w Amerykańskiej armii. Jego pełne imię to Bardloy.
Finian (jap. フィニアン Finian)
Seiyū: Yūki Kaji 
Inaczej Finny – młody ciamajdowaty chłopak pracujący jako ogrodnik w domu Phantomhive. Posiada nadnaturalną siłę, której nie potrafi kontrolować. Zyskał ją po wielu eksperymentach, które na nim przeprowadzono.
Mey-Rin (jap. メイリン Meirin)
Seiyū: Emiri Katō 
Młoda, mało rozgarnięta pokojówka, która nie chce ściągnąć swoich ogromnych, często pękniętych okularów, gdyż jak mówi, to jedyny prezent dla niej od Ciela. Nieustannie zdarza jej się niszczyć różne rzeczy. Podkochuje się w Sebastianie. Niegdyś była płatną zabójczynią. Sebastian zwerbował ją, kiedy próbowała na zlecenie zastrzelić Ciela.
Tanaka (jap. タナカ Tanaka)
Seiyū: Shunji Fujimura 
Kolejny lokaj w domu Phantomhive, jednak o niższym stanowisku niż Sebastian. Z reguły się nie odzywa i w przeciwieństwie do pozostałej trójki wykonuje swoje obowiązki dobrze. Zwykle widzimy go pijącego zieloną herbatę. Przeważnie występuje w wersji mini tzw. chibi. Potrafi się także „zmienić” w dużą formę, ale na krótko. Potem braknie mu sił. Służył w domu Phantomhive jeszcze kiedy Vincent był mały.
Undertaker (jap. アンダーテイカー Andaateikaa)
Seiyū: Junichi Suwabe 
Właściciel zakładu pogrzebowego. Świetnie zna się na medycynie. Posiada wiedzę, która jest przydatna dla Ciela w sprawach, które rozwiązuje. Jest także legendarnym shinigami. Nie udziela jednak informacji za nic, wpierw ktoś musi go rozśmieszyć.
William T. Spears (jap. ウィリアム・T・スピアーズ Wiriamu T Supiaazu)
Seiyū: Noriaki Sugiyama 
Członek i zarazem szef zarządu bogów śmierci. Posługuje się urządzeniem podobnym do sekatora. Jest przełożonym m.in. Grell.
Ronald Knox (jap. ロナルド ノックス Ronarudo Nokkusu)
Seiyū: Kenn 
Shinigami przysłany jako partner dla Williama. Czasem pracuje też z Grell. Jego Kosa Śmierci to czerwono-złota kosiarka.
Lau (jap. 劉 Rau)
Seiyū: Kōji Yusa 
Chiński przyjaciel rodziny Phantomhive, kupiec, który jednocześnie zajmuje się nielegalnym przemytem opium. Lubi urządzać niezapowiedziane wizyty, czym nieraz doprowadza Ciela do szału. Jest wiecznie uśmiechnięty, przeważnie ma zamknięte oczy. Na balu udawał ukochanego Madam Red. Jego towarzyszką, kochanką i „siostrą” jest Ran Mao. Takich dziewczyn jak Ran Mao ma jeszcze pięć, jednak ją darzy wyjątkowym uczuciem.
Ran Mao (jap. 藍猫 Ran Mao)
Seiyū: Sayuri Yahagi 
Osobista asystentka, kochanka i jednocześnie „siostra” Lau. Często mu towarzyszy lub po prostu siedzi mu na kolanach. Również jest Chinką. Nigdy się nie uśmiecha i prawie nigdy nie odzywa. Jej jedynymi słowami w anime było „Kłamca” skierowane do Lau i „Pokonam cię jednym ciosem” w stronę Sebastiana. Przez to, że nigdy nie zmienia wyrazu twarzy wygląda jak Chińska, porcelanowa lalka.
Wicehrabia Druitt, Lord Aleister Chamber (jap. アレイスト・チェンバー Areisuto Chenbaa)
Seiyū: Tatsuhisa Suzuki 
Ważna angielska osobistość. Interesuje się małymi dziewczynkami, zwrócił uwagę nawet na przebranego za dziewczynę Ciela. Wicehrabia podejrzewany jest o uprawianie czarnej magii i handel dziećmi. Jest przystojny, ma długie lśniące blond włosy, ubiera się na biało.

### Postacie pojawiające się w Akcie Hinduskim
Książę Soma Asman Kadar (jap. ソーマ・アスマン・カダール Sooma Asuman Kadaaru)
Seiyū: Shinnosuke Tachibana 
Siedemnastoletni książę hinduski. Przyjechał do Anglii w poszukiwaniu swojej opiekunki Meeny. Prawie nie rozstaje się ze swoim „lokajem” Agnim, którego przed laty uratował przed śmiercią. Po tym, jak pomógł Cielowi wydostać się z tłumu rozwścieczonych Hindusów, uznał za normalne, że w ramach wdzięczności hrabia powinien zaprosić go do siebie. Swoją bezpośredniością doprowadza Ciela do rozpaczy. Bardzo wierzy w hinduską boginię Kali.
Agni (jap. アグニ Aguni)
Seiyū: Hiroki Yasumoto 
Pełni funkcję ochroniarza księcia Somy. W przeszłości był przestępcą, który został uratowany przez księcia Somę od powieszenia. Od tego momentu postanowił wiernie mu służyć, widział w nim boga. Prawa dłoń Agniego ma niespotykaną moc, którą otrzymał od bogini Kali. Jest bardzo utalentowany i oddany lokalnej hinduskiej bogini.

### Postacie pojawiające się w Akcie Cyrkowym
Główni cyrkowcy z cyrku „Arka Noego"
- Joker – Impresario cyrkowy, choć nie jest jego właścicielem. Zajmuje się zabawianiem widowni, jest klaunem i żonglerem. Zamiast prawej dłoni ma protezę.
- Beast – (Bestia) treserka tygrysów. Ma protezę lewej nogi.
- Doll – (Lalka) akrobatka chodząca po linie. Bez kostiumu przypomina chłopca, co jej nie przeszkadza. Ma uszkodzone lewe oko.
- Dagger – (Sztylet) młodzieniec rzucający nożami. Ma protezę prawej nogi.
- Wendy i  Peter – Para akrobatów wykonująca pokazy na trapezie. Dorośli uwięzieni przez chorobę w ciele dzieci.
- Snake – Przygotowuje pokazy z wężami. Kiedy coś mówi, zawsze dodaje, że powiedział to któryś z jego węży. Rzeczywiście potrafi się z nimi komunikować, dostarczają mu one informacji. Jego węże mają ciekawe imiona, takie jak Goethe, Wordsworth czy Wilde.
- Jumbo - Połykacz ognia.
- Doktor – Mężczyzna współpracujący z cyrkiem, wykonuje protezy.
- Baron Kelvin – Przybrany ojciec cyrkowców, prawdziwy kierownik cyrku.
- Smile – Ciel przebrany za cyrkowca.
- Black – Sebastian przebrany za cyrkowca.
- Suit – William przebrany za cyrkowca.

### Postacie występujące tylko w anime (sezon 1)
Drocell Kainz (jap. ドロセル・カインズ Doroseru Kainzu)
Seiyū: Anri Katsu 
Pracuje w sklepie z zabawkami. Przyciągał do sklepu małe dziewczynki, które zmieniał w nieczułe kukiełki. Praktycznie bez przerwy śpiewał piosenkę „London bridge is falling down”, w której zamieszczał informacje, z czego chce zrobić kolejną lalkę. W rzeczywistości okazał się być „marionetką” Angeli.
Angela Blanc (jap. アンジェラ・ブラン Anjera Buran) / Ash Landers (jap. アッシュ・ランダース Asshu Randaasu)
Seiyū: Akiko Yajima / Satoshi Hino 
Angela to anioł pragnący uwolnić świat od plugastwa. Pierwszy raz poznajemy ją, kiedy Ciel przybywa do Houndsworth. Jest pokojówką u człowieka nazwiskiem Barrymore. Niezwykle spokojna, wciąż z zasmuconym spojrzeniem szybko zdobywa sympatię Bard'a, Meirin i Finiana. Sebastian jednak nie ma do niej zaufania, jak się zresztą później okazuje, całkiem słusznie. To ona znalazła i przygarnęła dziwacznego, zachowującego się jak pies demona w postaci człowieka i nazwała go Pluto. Jednocześnie zmieniała się w mężczyznę, będąc ochroniarzem królowej.
Pluto (Demoniczny Pies)
Seiyū: Takafumi Yamaguchi 
„Piekielny Pies”, zwykle przybierający postać dorosłego, szarowłosego człowieka. W swej prawdziwej postaci jest ogromnym psem o wielkiej mocy. Początkowo przebywał u Angeli, potem został oddany pod opiekę młodego Phantomhive'a i nie przepadającego za nim Sebastiana. Tylko demoniczny pies potrafi otwierać zapieczętowane drzwi.

### Postacie z II serii
Alois Trancy (jap. アロイス・トランシー Aroisu Toranshi)
Seiyū: Nana Mizuki 
Młody 14-letni chłopak, jego prawdziwe imię to Jim Macken, głowa rodu Trancych. Zawsze pojawia się z tajemniczym lokajem Claude’em, z którym, podobnie jak Ciel, zawarł kontrakt. Ma blond włosy i błękitne oczy. Wcześniej był wykorzystywany seksualnie przez poprzednią głowę rody Trancy. Czasami zachowuje się okrutnie, zwłaszcza w stosunku do swojej pokojówki, Hanny. Często przeżywa skrajne emocje, od ogromnej radości na nienawiści kończąc. Demon wypalił mu swój znak na języku.
Claude Faustus (jap. クロード・フォースタス Kuroodo Foosutasu)
Seiyū: Takahiro Sakurai 
Demon o nieznanym wieku. Posiada czarny frak i okulary w drucianych oprawkach. Przypomina Sebastiana Michaelisa, ale gdy założy swoje okulary całkowicie się różnią. Jest mniej doświadczony od lokaja Ciela. Posiada pewną moc, a jego znak przedstawia coś bezpośredniego między kwiatem a pająkiem. Jest postacią złą, wykorzystująca swojego pana Aloisego i pokojówkę Hannę. Jest zimny, nigdy się nie uśmiecha i za wszelką cenę pragnie zdobyć duszę Ciela, o którą nieustannie toczy walkę z Michaelisem. Zostaje zabity przez Sebastiana w finałowym odcinku drugiej serii. Jego ostatnie słowa: „Zamienić pasję w zdradę, fałsz w prawdę i bezpańskiego psa w hrabiego – to jest... lokaja."
Timber, Thompson, Cantebury
Trojaczki, pracują na dworze Aloisa. Również demony. Są silni i spokojni, lecz tak naprawdę mają złą etykietę oraz dyskrecję. Noszą te same ubrania, mają ciemnofioletowe włosy i czerwone oczy. Timber jest kucharzem, Thompson ogrodnikiem, a Cantebury stewardem.
Luka Macken (jap. ルカマッケン° Ruka Macken)
Seiyū: Marina Inoue 
Młodszy brat Aloisa. Kiedy ich rodzice zginęli, mieszkali w ubogiej chatce znajdującej się w niewielkiej wiosce. Luka jest pogodnym, życzliwym chłopcem, który pragnął szczęścia swojego brata, podnosząc go na duchu w każdej chwili, pomimo wielu nieszczęść, które przeżyli. Byli zastraszani przez mieszkańców wioski i pragnął razem ze swoim bratem, żeby oni zginęli. Ich życzenie spełnia się. Pewnej nocy, kiedy zbierali wodę z pobliskiego kanału, znaleźli zwłoki. Luka zauważa też, że wioska płonie. Gdy pożar się skończył, chłopcy chodzili po domach i kradli kosztowności. Niedługo potem Alois znajduje ciało Luki. Według Claude’a, Luka wezwał Sebastiana Michaelisa aby podpalił wioskę, a ten, po wykonaniu zlecenia. zabił go i zjadł jego duszę. Okazuje się, że ten zarzut jest nieprawdziwy, a prawdziwym sprawcą jest Hannah Anafeloz.

## Manga
Rozdziały mangi autorstwa Yany Toboso publikowane są w magazynie Gekkan GFantasy wydawnictwa Square Enix. Pierwszy rozdział tej mangi ukazał się w październikowym numerze w 2006 roku.
W Polsce manga wydawana jest przez wydawnictwo Waneko.
| Nr | Język japoński       | Język japoński         | Język polski         | Język polski           |
| Nr | Data wydania         | ISBN                   | Data wydania         | ISBN                   |
| -- | -------------------- | ---------------------- | -------------------- | ---------------------- |
| 1  | 27 lutego 2007       | ISBN 978-4-7575-1963-3 | 1 października 2011  | ISBN 978-83-62866-16-8 |
| 2  | 27 lipca 2007        | ISBN 978-4-7575-2063-9 | 1 grudnia 2011       | ISBN 978-83-62866-17-5 |
| 3  | 18 grudnia 2007      | ISBN 978-4-7575-2192-6 | 2 lutego 2012        | ISBN 978-83-62866-18-2 |
| 4  | 27 maja 2008         | ISBN 978-4-7575-2291-6 | 2 kwietnia 2012      | ISBN 978-83-62866-19-9 |
| 5  | 18 września 2008     | ISBN 978-4-7575-2378-4 | 18 czerwca 2012      | ISBN 978-83-62866-20-5 |
| 6  | 27 stycznia 2009     | ISBN 978-4-7575-2485-9 | 20 sierpnia 2012     | ISBN 978-83-62866-21-2 |
| 7  | 27 czerwca 2009      | ISBN 978-4-7575-2601-3 | 17 października 2012 | ISBN 978-83-62866-22-9 |
| 8  | 27 listopada 2009    | ISBN 978-4-7575-2736-2 | 17 grudnia 2012      | ISBN 978-83-62866-23-6 |
| 9  | 18 czerwca 2010      | ISBN 978-4-7575-2891-8 | 13 lutego 2013       | ISBN 978-83-62866-24-9 |
| 10 | 27 września 2010     | ISBN 978-4-7575-3012-6 | 13 kwietnia 2013     | ISBN 978-83-62866-25-0 |
| 11 | 26 lutego 2011       | ISBN 978-4-7575-3151-2 | 13 czerwca 2013      | ISBN 978-83-62866-26-7 |
| 12 | 27 lipca 2011        | ISBN 978-4-7575-3307-3 | 14 sierpnia 2013     | ISBN 978-83-62866-27-4 |
| 13 | 27 grudnia 2011      | ISBN 978-4-7575-3460-5 | 15 października 2013 | ISBN 978-83-63769-79-6 |
| 14 | 26 maja 2012         | ISBN 978-4-7575-3611-1 | 13 grudnia 2013      | ISBN 978-83-63769-83-3 |
| 15 | 27 października 2012 | ISBN 978-4-757537-66-8 | 14 lutego 2014       | ISBN 978-83-63769-95-6 |
| 16 | 27 marca 2013        | ISBN 978-4-757539-28-0 | 15 kwietnia 2014     | ISBN 978-83-63769-99-4 |
| 17 | 27 sierpnia 2013     | ISBN 978-4-757540-53-8 | 16 czerwca 2014      | ISBN 978-83-64508-03-5 |
| 18 | 18 stycznia 2014     | ISBN 978-4-757541-99-3 | 14 sierpnia 2014     | ISBN 978-83-64508-59-2 |
| 19 | 27 czerwca 2014      | ISBN 978-4-757543-44-7 | 14 października 2014 | ISBN 978-83-64508-63-9 |
| 20 | 27 grudnia 2014      | ISBN 978-4-757545-23-6 | 17 kwietnia 2015     | ISBN 978-83-64891-49-6 |
| 21 | 27 maja 2015         | ISBN 978-4-757546-56-1 | 10 września 2015     | ISBN 978-83-65229-37-3 |
| 22 | 18 listopada 2015    | ISBN 978-4-757547-89-6 | 22 lutego 2016       | ISBN 978-83-8096-000-8 |
| 23 | 27 maja 2016         | ISBN 978-4-757549-97-5 | 30 sierpnia 2016     | ISBN 978-83-8096-098-5 |
| 24 | 27 grudnia 2016      | ISBN 978-4757552-07-4  | 10 kwietnia 2017     | ISBN 978-83-80962-13-2 |
| 25 | 27 maja 2017         | ISBN 978-4757553-59-0  | 29 września 2017     | ISBN 978-83-8096-306-1 |
| 26 | 27 grudnia 2017      | ISBN 978-4757555-70-9  | 26 kwietnia 2018     | ISBN 978-83-8096-306-1 |
| 27 | 27 lipca 2018        | ISBN 978-4757557-95-6  | 30 listopada 2018    | ISBN 978-83-8096-451-8 |
| 28 | 27 marca 2019        | ISBN 978-4757560-31-4  | 19 lipca 2019        | ISBN 978-83-8096-451-8 |
| 29 | 27 grudnia 2019      | ISBN 978-4-7575-6451-0 | 8 maja 2020          | ISBN 978-83-8096-831-8 |
| 30 | 27 października 2020 | ISBN 978-4-7575-6916-4 | 26 lutego 2021       | ISBN 978-83-8096-965-0 |
| 31 | 27 września 2021     | ISBN 978-4-7575-7442-7 | 8 marca 2022         | ISBN 978-83-8242-270-2 |
| 32 | 27 lipca 2022        | ISBN 978-4-7575-8046-6 | 12 stycznia 2023     | ISBN 978-83-8242-430-0 |

1. ↑  Numer ISBN w książce ma błędną sumę kontrolną. Serwisy WorldCat i NUKAT podają dodatkowo ISBN 978-83-62866-28-1.

## CD Drama
10 sierpnia 2007 roku Frontier Works wydało pierwszą CD dramę. Zawierała wiele postaci pojawiających się w pierwszym i drugim tomie
. Druga płyta ukazała się 26 listopada 2008 roku nakładem wydawnictwa Aniplex.

## Anime
Adaptacja anime w reżyserii Toshiyi Shinohary została wyprodukowana przez studio A-1 Pictures. Serial był emitowany na kanałach MBS oraz TBS od 2 października 2008 roku do 26 marca 2009 roku. 1 stycznia 2009 roku Aniplex wydało limitowaną edycję DVD zawierającą pierwszy odcinek anime. Kolejne trzy odcinki zostały wydane na innym DVD 25 lutego 2009 roku.
14 czerwca 2009 roku ogłoszono, że anime powróci z drugiej serią. Japoński seiyū Jun’ichi Suwabe potwierdził tę wiadomość na swoim oficjalnym blogu później tego samego dnia. Druga seria, Kuroshitsuji II, emitowany był od 1 lipca do 16 września 2010 roku. Nowymi postaciami są Claude Faustus i jego pan Alois Trancy. Obie nowe postacie zostały zaprojektowane przez Toboso.
16 stycznia 2014 roku została zapowiedziana kolejna adaptacja mangi. W odróżnieniu od poprzednich serii nowa będzie remakiem oryginalnej fabuły przedstawionej w mandze. Nowy 10 odcinkowy miniserial telewizyjny anime, zatytułowany Kuroshitsuji: Book of Circus, jest adaptacją mangi od wątku fabularnego Noah's Ark Circus. Serial jest reżyserowany przez Noriyuki Abe, produkowany przez studio A-1 Pictures, a za scenariusz odpowiada Hiroyuki Yoshino. Główna obsada z poprzednich sezonów powróciła razem z kilkoma nowymi aktorami głosowymi. Pierwszy odcinek serii miał swoją premierę 10 lipca 2014 roku. Dodatkowo dwa nowe pełnometrażowe OVA, zatytułowane Kuroshitsuji: Book of Murder, będące adaptacją wątku fabularnego Phantomhive Manor Murders, miały swoją premierę w kinach jesienią 2014 roku. 
W lipcu 2023r. zapowiedziano kolejny- czwarty już, sezon anime, który pojawił się w 2024r. pod tytułem Public School Arc. Za reżyserię odpowiedzialny jest Kenjirō Okada dla studia CloverWorks, za scenariusz odpowiada Hiroyuki Yoshino, a muzykę skomponował  Ryo Kawasaki. 4 lipca na kanale Crunchyroll na platformie YouTube, pojawił się oficjalny zwiastun czwartego sezonu. Sezon ten doczekał się 11 odcinków, a jego emisja trwała od 13 kwietnia 2024 do 22 czerwca tego samego roku. 
Sezon piąty ukazał się 5 kwietnia 2025r. zatytułowany Emerald Witch Arc (jap. 緑の魔女編 Midori no Majo-hen). Po trzynastu odcinkach emisja zakończyła się 28 czerwca 2025 roku. W 5 sezonie pojawiają się nowe postacie m.in Sieglinde Sullivan, Wolfram oraz nowi shinigami. 

### Film anime
10 października 2015 roku zapowiedziano powstanie filmu animowanego. Tytuł filmu to Kuroshitsuji: Book of the Atlantic (jap. 黒執事 Book of the Atlantic). Premiera filmu w kinach odbyła się 21 stycznia 2017 roku.

### Muzyka
Muzyka została skomponowana przez Taku Iwasaki. Oba openingi z pierwszej serii są zaczerpnięte z jednej piosenki, jednakże różnią się wizualnie, a muzyka w nich pochodzi z dwóch różnych części utworu.
Opening
- „Monochrome no Kiss”, śpiewane przez SID[82] (1 seria, odc. 1-13)
- „Monochrome no Kiss”, śpiewane przez SID[82] (1 seria, odc. 14-24)
- „Shiver”, śpiewane przez The GazettE (2 seria)
- „Enamel”, śpiewane przez SID (Book of Circus)[82]
- „The Parade of Battlers”, śpiewane przez otoha (4 sezon)[83]
- „MAISIE”, śpiewane przez Cö shu Nie feat.HYDE (5 sezon)[84]

Ending
- „I'm Alive”, śpiewane przez Becca (1 seria)
- „Lacrimosa”, śpiewane przez Kalafina (1 seria)
- „Bird”, śpiewane przez Yūya Matsushita (2 seria)
- „Kagayaku sora no shijima ni wa”, śpiewane przez Kalafina (2 seria)
- „Aoki tsuki michite” (jap. 蒼き月満ちて), śpiewane przez AKIRA (Book of Circus)
- „Shokuzai”,  śpiewane przez SID (4 sezon)[85]
- „WALTZ”, śpiewane przez RYUGUJO (5 sezon)[86]

## Musicale
His Butler, Friendship (jap. その執事、友好 Sono shitsuji, yūkō), pierwsza musicalowa adaptacja mangi, była wystawiana w Sunshine Theater od 28 maja do 7 czerwca 2009 roku. Yūya Matsushita wcielił się w rolę Sebastiana Michaelisa, Shōgo Sakamoto zagrał Ciela Phantomhive'a a Uehara Takuya – Grella Sutcliffa.
Lista musicali
- His Butler, Friendship (jap. その執事、友好 Sono shitsuji, yūkō) (28 maja – 7 czerwca 2009)
- -The Most Beautiful DEATH in the World- Sen no tamashī to ochita shinigami (jap. -The Most Beautiful DEATH in The World- 千の魂と堕ちた死神) (3 – 23 maja 2010; 17 maja – 9 czerwca 2013)
- Chi ni moeru Lycoris (jap. 地に燃えるリコリス Chi ni moeru rikorisu) (5 września – 5 października 2014; 21 listopada – 27 grudnia 2015)
- 〜NOAH’S ARK CIRCUS〜 (18 listopada – 18 grudnia 2016)
- Tango on the Campania (31 grudnia 2017- 12 lutego 2018)
- The Public School's Secret- Kishuku gakkō no himitsu (5 marca- 4 kwietnia 2021)

## Film
W styczniu 2013 roku ogłoszona została produkcja aktorskiego filmu fabularnego na podstawie mangi z Ayame Gōriki w roli Shiori Genpō i Hiro Mizushimą w roli Sebastiana Michaelisa. Zdjęcia do filmu rozpoczęły się w kwietniu 2013 roku, a film ukazał się na początku 2014 roku.